# Stroop-Effekt
Der Stroop-Effekt, benannt nach seinem Entdecker J. Ridley Stroop, ist ein experimentalpsychologisches Phänomen, das bei mentalen Verarbeitungskonflikten auftritt. Er zeigt, dass trainierte Handlungen nahezu automatisch ablaufen, während ungewohnte Handlungen eine größere Aufmerksamkeit benötigen. Im klassischen Experiment sollen die Probanden die Farben der dargebotenen Wörter benennen. Handelt es sich dabei um Farbwörter, die nicht ihrer Druckfarbe entsprechen, steigen Reaktionszeit und Fehlerzahl.

## Erstbeschreibung

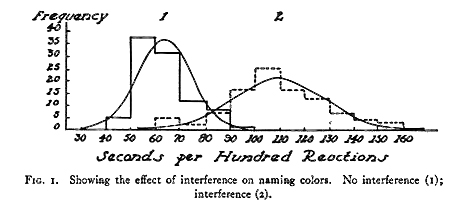
Der Effekt in Stroops Originalpublikation von 1935. Dargestellt sind die unterschiedlichen Verteilungen der Bedingung „Farben benennen“ (links) und der Interferenzbedingung (rechts), in der die Druckfarbe von Farbwörtern genannt werden musste, die nicht mit dem Wortinhalt übereinstimmt (Beispiel: das Wort „rot“ in blauer Druckfarbe).

1935 erschien im Journal of Experimental Psychology die Veröffentlichung der Dissertation von John Ridley Stroop. Er griff in seiner Arbeit Konzepte auf, die schon knapp fünfzig Jahre zuvor von James McKeen Cattell unter Leitung von Wilhelm Wundt in Leipzig untersucht worden waren. So konnte Cattell zeigen, dass Menschen schneller darin sind, Wörter zu lesen als die zugehörigen Objekte bzw. Eigenschaften dieser Objekte (z. B. Farben) zu benennen. Jedoch sollte es beinahe ein halbes Jahrhundert dauern, bis jemand die Wort- und Eigenschaftsdimension in ein und demselben Reiz kombinierte. Das geschah 1929 im Labor des Wahrnehmungspsychologen Erich Rudolf Jaensch. Stroop führte dies 1935 in die englischsprachige Literatur ein.
Seit der Neuentdeckung sind sehr viele Untersuchungen zu Stroops ursprünglichem Test durchgeführt worden. Sowohl in der Grundlagenforschung (z. B. theoretische Erklärungen, Einflussfaktoren, Modellierung) als auch der angewandten Forschung (z. B. neuropsychologische Diagnostik, pädagogische Forschung) hat der Stroop-Test eine besondere Rolle. Insbesondere in der klinischen und vorklinischen neuropsychologischen Funktionsdiagnostik wird der Stroop- bzw. Farbe-Wort-Interferenztest vielfältig eingesetzt. So wird er beispielsweise bei hirnorganischen Störungen, Psychosen, Altersabbau oder Legasthenie eingesetzt, aber mitunter auch in der psychologischen Eignungsdiagnostik. Der sogenannte emotionale Stroop-Test – eine Weiterentwicklung, bei der die Farbe von emotionalen Wörtern benannt werden muss – wird eingesetzt, um verzerrte Aufmerksamkeitsprozesse in der emotionalen Verarbeitung zu untersuchen.

## Die Dominanz automatisierter Prozesse
Der Stroop-Interferenz-Test ist ein Verfahren zur Messung der individuellen Interferenzneigung bei der Farb-Wort-Interferenz. Stroop hatte dieses Verfahren im Anschluss an die Untersuchungen von Wilhelm Wundt, James McKeen Cattell und anderen zu den Farbbenennungsversuchen mittels Farbvorlagen und Farb-Wort-Vorlagen entwickelt, um die in Konflikt stehenden Reize in dieselbe Testaufgabe einzubeziehen. Er erklärt, dass die Benennung der Farbe eines visuell dargebotenen Wortes verlangsamt ist, wenn der Inhalt des Wortes der Farbe widerspricht (z. B. Wort „rot“ in der Farbe Grün, vgl. Abbildung). Stimmt der Inhalt des Wortes mit der Farbe überein, ist die Benennung der Farbe hingegen schneller möglich. In entsprechenden Experimenten (u. a. Dunbar & MacLeod, 1984) wurde der Effekt wiederholt gezeigt:  Versuchsteilnehmer wurden gebeten, die Farbe zu nennen, in welcher der Name einer Farbe (also das die Farbe bezeichnende Wort) gedruckt ist; hierbei schien das Wort manchmal in der Farbe auf, für die es steht, dann wiederum in einer anderen. Das Resultat: Wer zum Beispiel das Wort „blau“ in gelber Farbe geschrieben sieht, benötigt länger, um mit der richtigen Antwort „gelb“ zu reagieren, als wenn Farbname und Wortfarbe übereinstimmen. Der Stroop-Effekt tritt folglich auf, obwohl die Person den Wortinhalt überhaupt nicht beachten soll und zeigt, dass der automatisierte Prozess des Lesens nur schwer zu unterdrücken ist. Lesen ist die viel stärker automatisierte kognitive Tätigkeit als das Benennen von Farben; dies führt anfänglich zu den eben erwähnten widersprüchlichen Gehirnreaktionen, wenn die Versuchsperson auf die geschilderte Diskrepanz zwischen Farbname und Wortfarbe stößt.

## Experimentelle Variationen des Stroop-Tests

### Emotionaler Stroop-Test
Inzwischen gibt es andere Anwendungsgebiete, z. B. den „emotional stroop test“, der auf dem Gebiet der klinischen Psychologie zur Anwendung kommt. Bei dieser Version des Stroop-Test werden z. B. Spinnen-Phobikern Wörter dargeboten, die mit dem Begriff „Spinne“ assoziiert sind, sowie allgemein negative, neutrale und positive Wörter. Spinnen-Phobiker zeigen in diesem Test eine charakteristische Verlangsamung in Reaktion auf spinnenbezogene Wörter, aber nicht in Bezug auf andere Stimuli.
Die Ähnlichkeit mit dem klassischen Stroop-Effekt ist jedoch oberflächlich: Denn anders als beim klassischen Stroop-Effekt, bei dem Farbwort und Druckfarbe übereinstimmen können oder nicht, geht es hier nicht darum, dass die beiden Eigenschaften miteinander um die richtige Antwort konkurrieren. Vielmehr kann davon ausgegangen werden, dass die Verlangsamung dadurch zustande kommt, dass durch das negative Wort Aufmerksamkeit von der aktuellen Aufgabe abgelenkt wird. Darum ist umstritten, ob es sich bei diesem Phänomen überhaupt um einen Stroop-Effekt handelt.

### Physischer oder numerischer Zahlenstroop-Test

Schematische Darstellung des physischen oder numerischen Zahlenstroop-Tests

Beim physischen Zahlenstroop-Test werden gleichzeitig zwei Zahlen dargestellt, von der eine Zahl größer geschrieben ist. Der Proband muss nun so schnell wie möglich die Zahl auf der Tastatur drücken, die größer dargestellt ist. Bei inkongruenter Darstellung (die numerisch kleinere Zahl ist größer dargestellt) erhöhen sich Reaktionszeit und Fehlerrate.

## Anwendung
Der Stroop-Effekt wird nicht nur in der experimentellen Forschung, sondern auch in der Einzelfalldiagnostik eingesetzt, um Leistungen der zentralen Exekutive des Arbeitsgedächtnisses zu untersuchen. Man erfasst damit Inhibitionsprozesse, also die Unterdrückung einer automatisierten Reaktion, z. B. im Rahmen der Diagnostik von Aufmerksamkeits- und Konzentrationsproblemen, und somit die Fähigkeit, Handlungsimpulse zu kontrollieren.

### Videos
- Manfred Spitzer: Höhere Karten (Memento vom 29. September 2007 im Internet Archive). RealVideo aus der BR-alpha-Reihe „Geist und Gehirn“ (ca. 15 Minuten)
- Manfred Spitzer: Wahrnehmen beim Autofahren (Memento vom 26. September 2007 im Internet Archive). RealVideo aus der BR-alpha-Reihe „Geist und Gehirn“ (ca. 15 Minuten)